# Angela subhyalina
Angela subhyalina es una especie de mantis de la familia Mantidae.

## Distribución geográfica
Se encuentra en Bolivia y en Brasil.